# ニオイヤグルマギク
ニオイヤグルマギク（ニオイヤグルマ、スイート・サルタン、学名：Amberboa moschata）は、キク科の、地中海沿岸地方に原産する半耐寒性の一年草である。花の形がよく似ていることから、かつてはヤグルマギク属 Centaurea に分類されていたが、現在は他の6種と共に、ニオイヤグルマ属 Amberboaにされた。草丈50〜80cmで、茎と葉は無毛で、明るい黄緑色をしている。葉は細長く切れ込みがある。花は初夏に咲き、下からよく分枝し、1つの花柄に5cmくらいの頭花が1輪頂生する。花色はクリーム色・樺色・赤紫・ピンクなどのパステルカラーであるが、鮮やかな黄色の花をつけるイエロー・サルタンという特別な品種も売られている。花に甘い香りがある。
9月にまき、冬は霜よけをして育てる。切り花向きの草花だが、性質はやや弱く、作りにくい。